# 미들버그 전투
미들버그 전투는 미국 남북전쟁 중 게티즈버그 전역의 일부로, 1863년 6월 17일 ~ 6월 19일 사이에 벌어졌다.
남군 젭 스튜어트 소장은 로버트 리의 북부 침공 통로를 엄호하며, 북군 기병대 알프레드 플레손턴 소장과 치고받고 있었다. 6월 17일 알프레드 나폴레옹 더피 대령의 본대와 떨어진 로드아일랜드 1 기병연대가 토마스 T. 문포드 대령과 비벌리 로버츤 여단의 공격을 받았다. 로드아일랜드 1연대는 약 250명 가량의 인명 피해를 내고 물러났다. 6월 19일, 어빈 그레그 여단이 진격해 스튜어트 기병대를 마을에서 1마일 몰아냈다. 양측은 증원을 받아 계속 소규모 접전을 벌였고, 스튜어트는 조금씩 있어야 할 위치에서 벗어났지만, 되돌아와서 블루리지산맥의 통로(gap)를 유지하는 임무를 계속했다.

## 6월 17일 전초전
스튜어트는 사령부를 미들버그에 세우고, 북군의 동태를 파악하기 위해 라우던 계곡(Loudoun Valley) 전체를 살피도록 휘하 병력을 각개 분산시켰다. 아침 일찍, 프랑스 출생인 더피 대령의 로드아일랜드 1 기병연대 소속 병력 280명으로 북군 포토맥군의 숙영지인 센트레빌에서 서쪽으로 향했다. 알프레드 플레손튼은 더피 대령에게 그날 저녁을 미들버그에서 숙영한 다음, 다음날 놀랜드 페리 방향으로 계속 진격하여 스니커스빌까지 최대한 서쪽으로 가라고 명령했다. 더피 대령의 부대는 존 R. 챔블리스 여단의 전초부대를 간단히 따돌리고 오전 9시 30분에 토로프페어 고갯길에서 불런 산맥을 넘었다. 남군 지휘관들은 소규모 북군 연대 병력이 아무런 엄호없이 적지로 그렇게 깊숙한 곳까지 들어왔다는 것을 믿을 수 없었다. 그래서 챔블리스는 분명 대규모 적군이 뒤따라오고 있을 것이라고 생각하여 적극적인 공격을 하지 않았다. 더피는 오전 11시 경 방향을 북쪽으로 바꾸어 명령받은 대로 미들버그로 향하며 계속 고립된 채 기동했다.
오후 4시 경에 도착하자, 더피는 미들버그에 배치되어 있던 소규모 남군 경계부대를 덮쳤고, 마침 마을 주부들과 사교 행사를 겸하여 저녁 식사를 하고 있던 스튜어트는 혼비백산했다. 스튜어트와 참모들은 휘하 기병여단이 주둔하고 있던 곳 중에서 가장 가까운 곳인 렉터 교차로로 재빨리 피했다. 스튜어트는 비버리 로버트슨에게 즉시 미들버그로 출동하여 북군 기병대를 섬멸하라는 지시를 내렸다.
더피는 미들버그 거리에 바리케이드를 세우고 연대 절반을 말에서내리게 하여 돌담 뒤에 배치하고, 근처 앨디에 있던 저드슨 킬패트릭에게 지원을 요청했다. 저녁 7시경, 스튜어트는 로드아일랜드인들을 압도적인 숫적 우세를 앞세워 공격했다. 챔블리스가 퇴각로를 차단하는 바람에 많은 더피의 부하들이 포로가 되었다. 더피 대령이 겨우 센트레빌로 돌아왔을때는 장교 4명과 병사 27명이 전부였다. 소수의 낙오자들이 산산이 부서진 남은 연대 생존자들에 합류했다. 더피는 이후 다른 북군 군대에서 기병대를 지휘하기는 했지만, 다시는 포토맥군에서 근무를 하지 못했다.

## 6월 19일
앨디 전투 이후, 스튜어트는 방어에 힘쓰면서 블루리지산맥의 통로를 장악하려는 북군의 기도를 망치는 데 주력했다. 플레손튼은 시험삼아 애쉬비 고갯길과 스니커스 고갯길로 탐색부대를 보냈다. 6월 18일, 데이빗 맥머트리 그레그의 북군 기병대가 미들버그 주변 남군 경계부대를 공격했다. 스튜어트는 마을 서쪽 능선의 전망이 좋은 곳으로 물러났다. 덫에 걸릴 것을 우려한 조심스런 플레손튼은 그레그에게 앨디로 철수하라고 명령했다.
다음날, 그레그는 다시 미들버그로 출동하면서, 그의 첫째 사촌 어빙 그레그 대령의 여단을 보냈고, 그동안 존 뷰퍼드 사단은 팟하우스(뉴리스본)을 향해 북쪽으로 기동했다. 뷰퍼드는 측면으로 우회 기동하여, 남군 윌리엄 E. 존스 여단의 2개 연대를 몰아내고 팟하우스 주변의 지역을 점령했다.
미들버그에서 증원된 남군을 격퇴하기 위한 격렬한 전투를 치른 후, 그레그 대령은 마을 남쪽 고지대의 남군 방어진지에 놀라 공격하기 전에 지원을 요청했다. 킬패트릭이 늘어난 북군 전열을 지원하기 위해 2개 연대를 보냈고, 그레그는 천천히 전진했다. 오후 내내 기온은 섭씨 37도(화씨 98도)로 더워서, 병사들과 말의 체력을 소진시켰다. 북군의 몇 차례 공격은 스튜어트의 기마 포병대를 퇴각시킨 데 이어, 스튜어트의 기병대도 퇴각시켰다. 남군도 능선을 다시 장악하기 위해 벌인 반격 작전은 실패했다.
오후 늦게 뷰퍼드가 팟하우스에서 예비 여단을 보냈고, 어두워질 무렵, 정규군 2 기병연대 및 6 기병연대가 밀빌이라는 작은 시골 마을의 남쪽에 있는 치열한 전투가 벌어졌던 언덕을 장악했다. 스튜어트는 진지를 포기하고, 커크 브랜치로 알려진 개천이 흐르는 협곡 아래로 철수했다. 그러나 여전히 조심스러운 플레손튼은 여세를 몰아 계속 추격하자는 제안을 거부했고, 부하들에게 전투지에서 이탈하여 휴식을 취하라고 명령했다. 이것으로 전투는 종료되었다. 북군은 6월 19일 전투에서 전사 16명, 부상 46명, 실종 37명으로 보고되었고, 스튜어트는 약 40명 정도의 인명 피해를 입었다.

## 참고 문헌
- National Park Service battle description 보관됨 2006-05-26 - 웨이백 머신
- O'Neill, Robert F., The Cavalry Battles of Aldie, Middleburg and Upperville: Small But Important Riots, June 10-27, 1863, Lynchburg, Virginia: H.E. Howard, 1993, ISBN 1-56190-052-4.